# محمدمهدی رکنی یزدی
محمدمهدی رکنی یزدی (متولد ۱۳۰۹ مشهد) استاد زبان و ادبیات فارسی، قرآن پژوه و اندیشمند ایرانی است که ریاست دانشکده ادبیات و علوم انسانی دکتر علی شریعتی دانشگاه فردوسی مشهد طی سالهای ۱۳۶۹ تا ۱۳۷۶ مدیرمسئول و سردبیر مجله مشکوه و تألیف ده‌ها مقاله و کتاب (سه کتاب در انتشارات سمت) از مهم‌ترین سوابق وی می‌باشد.

## تحصیلات
کارشناسی زبان و ادبیات فارسی، دانشکده ادبیات و علوم انسانی دانشگاه تهران، ۱۳۳۳
کارشناسی ارشد زبان و ادبیات فارسی، دانشکده ادبیات و علوم انسانی دانشگاه تهران، ۱۳۳۵
دکترا زبان و ادبیات فارسی، دانشکده ادبیات و علوم انسانی دانشگاه تهران، ۱۳۴۷

## زندگی‌نامه
دکتر محمدمهدی رکنی یزدی در سال ۱۳۰۹ در مشهد متولد شد و پس از اتمام تحصیلات مقدماتی در سال ۱۳۲۹ برای ادامه تحصیل به تهران رفت و مدرک کارشناسی و کارشناسی ارشد خود را در رشته زبان و ادبیات فارسی از دانشکده ادبیات و علوم انسانی دانشگاه تهران اخذ کرد. پس از بازگشت به مشهد از مهرماه سال ۱۳۳۵ به استخدام وزارت فرهنگ درآمد و در دبیرستان‌های مشهد از جمله دبیرستان علوی و دانشسرای مقدماتی مشغول به تدریس شد. همجنین با شرکت در جلسات مذهبی و بهره‌گیری از دانشمندانی همچون استاد محمد تقی شریعتی، آیت‌الله میرزا جوادآقا تهرانی و آیت‌الله مجتبی قزوینی خراسانی به تکمیل مطالعات اسلامی خود پرداخت. در سال ۱۳۴۰ در مقطع دکترای دانشکده ادبیات دانشگاه تهران پذیرفته شد و برای ادامه تحصیل به تهران رفت و از اساتید برجسته‌ای همچون استاد جلال الدین همایی، بدیع الزمان فروزانفر، محمد معین، ذبیح‌الله صفا، عبدالعظیم قریب و محمد محمدی بهره جست و پایان‌نامه دکترای زبان و ادبیات فارسی را با عنوان «تحقیق در تفسیر کشف‌الاسرار و عدةالابرار» با راهنمایی استاد محمدتقی مدرس رضوی در سال ۱۳۴۷ دفاع نمود.
در سال ۱۳۴۷ بنا به پیشنهاد دانشگاه مشهد، از آموزش و پرورش به دانشکده ادبیات و علوم انسانی دانشگاه مشهد منتقل شد؛ که در ایام تدریس خود با اساتید برجسته‌ای چون دکتر علی شریعتی و دکتر غلامحسین یوسفی همکار بود. پس از انقلاب اسلامی و همزمان با تعطیل شدن دانشگاه‌ها در دوره انقلاب فرهنگی، به آستان قدس رضوی منتقل گردید و ابتدا در اداره امور فرهنگی مشغول به خدمت شد و پس از تأسیس سازمان چاپ و انتشارات آستان قدس رضوی توسط دکتر عباس سعیدی رضوانی، با این مؤسسه همکاری کرد که تألیف کتاب‌های متعدد، حاصل این همکاری بود. در سال ۱۳۶۱ بنیاد پژوهشهای اسلامی به عنوان مرکزی علمی و پژوهشی و وابسته به شورای عالی فرهنگی آستان قدس رضوی، تأسیس شد. وی به عنوان عضو هیئت مدیره به همکاری با بنیاد مشغول شد. پس از آغاز به کار مجله علمی- ترویجی مشکوة در سال ۱۳۶۱ عضو هیئت تحریریه این فصلنامه شد که از سال ۱۳۷۸ به عنوان مدیر مسئول و سردبیر این مجله علمی- ترویجی انتخاب گردید.
پس از انقلاب فرهنگی و بازگشایی دانشگاه‌ها، به دانشکده ادبیات بازگشت و به تدریس و فعالیت‌های علمی خود ادامه داد و طی سالهای ۱۳۶۹ تا ۱۳۷۶ ریاست دانشکده ادبیات و علوم انسانی دکتر علی شریعتی دانشگاه فردوسی مشهد را به عهده داشت و در نهایت در سال ۱۳۸۲ پس از ۴۶ سال تدریس تمام وقت و با رتبه علمی استاد تمام از دانشکده ادبیات دانشگاه فردوسی مشهد بازنشسته شد. پس از بازنشستگی به‌طور پاره وقت به عنوان استاد راهنمای دوره دکتری در دانشکده ادبیات دانشگاه فردوسی مشهد و دانشگاه علوم اسلامی لندن فعالیت داشت و نیز در دانشکده علوم قرآنی مشهد و دانشکده علوم اسلامی رضوی به تدریس و راهنمایی پایان‌نامه پرداخت. وی هم‌اکنون به عنوان عضو شورای عالی فرهنگی آستان قدس رضوی و مدیر مسئول و سردبیر فصلنامه مشکوه مشغول به فعالیت می‌باشد.

## سوابق
- «استاد نمونه کشوری» در سال ۱۳۷۷
- دریافت عنوان «خادم قرآن» در چهاردهمین دوره انتخاب و معرفی خادمان قرآنی کشور در سال ۱۳۸۶[۴]
- رئیس امور فرهنگی و مذهبی آستان قدس رضوی از سال ۱۳۵۹ تا ۱۳۶۳.[۵]
- عضو هیئت ممیزی دانشگاه فردوسی مشهد طی سال‌های ۱۳۶۴ تا ۱۳۷۷
- مدیر گروه زبان و ادبیات فارسی ادبیات و علوم انسانی دکتر علی شریعتی دانشگاه فردوسی مشهد از سال ۱۳۶۴ تا ۱۳۶۶.[۶]
- ریاست دانشکده ادبیات و علوم انسانی دکتر علی شریعتی دانشگاه فردوسی مشهد در سالهای ۱۳۶۹ تا ۱۳۷۶[۷]
- مدیر مسئول و سردبیر فصلنامه علمی - ترویجی مشکوة، صاحب امتیاز: بنیاد پژوهش‌های اسلامی آستان قدس رضوی از سال ۱۳۷۸ تا کنون[۸]
- مدیر مسئول و سر دبیر مجله علمی- پژوهشی دانشکده ادبیات و علوم انسانی دانشگاه فردوسی مشهد از سال ۱۳۶۸ تا ۱۳۸۱[۹]
- عضو هیئت تحریریه فصلنامه سفینه، صاحب امتیاز: مؤسسه فرهنگی نبأ مبین[۱۰]
- عضو هیئت تحریریه فصلنامه دانشکده الهیات و معارف اسلامی دانشگاه فردوسی مشهد، صاحب امتیاز: دانشگاه فردوسی مشهد[۱۱]
- عضو هیئت تحریریه فصلنامه النهج (Alnahj)، صاحب امتیاز: بنیاد نهج البلاغه.[۱۲]

### کتاب‌ها
1. «س‍ی‍م‍ای زم‍ام‍داران دادگ‍س‍ت‍ر و س‍ت‍م‍گ‍ر در ق‍رآن»، تهران: انتشارات بدر، ۱۳۵۸.
2. «در صحنه غدیر: ترجمه خطبه غدیر و بازنگری به موضوع امامت»، مشهد: آستان قدس رضوی بنیاد پژوهشهای اسلامی ۱۳۶۰.
3. «شوق دیدار؛ مباحثی پیرامون زیارت»، مشهد: انتشارات بنیاد پژوهشهای اسلامی، چاپ اول ۱۳۶۲، ویرایش دوم، چاپ پنجم، خرداد ۱۳۸۷. شابک: ۹۶۴-۹۷۱-۰۳۲-۹
4. «پایگاه والای امام علیه السلام و نقش مؤثرش در رهبری»، مشهد: مؤسسه چاپ و انتشارات آستان قدس رضوی، ۱۳۶۴.
5. «لطایفی از قرآن کریم؛ برگزیده از کشف الاسرار و عدة الابرار»، احمد بن محمد میبدی؛ گردآوری محمد مهدی رکنی یزدی، مشهد: شرکت به نشر (انتشارات آستان قدس رضوی)، چاپ اول ۱۳۶۵، چاپ چهاردهم ۱۳۸۹، ۴۴۴ ص. شابک: ۹۷۸-۹۶۴-۰۲-۰۱۷۲-۵
6. «جلوه‌های تشیع در تفسیر کشف الاسرار»، یزد: مؤسسه انتشارات یزد، ۱۳۷۳.
7. «برگزیده کشف‌الاسرار و عدةالابرار میبدی»، تهران: نشر سازمان مطالعه و تدوین کتب علوم انسانی دانشگاه‌ها (سمت)، چاپ اول ۱۳۷۴، چاپ نهم (ویراست دوم) ۱۳۸۹. شابک: ۶-۵۴۶-۵۳۰-۹۶۴-۹۷۸
8. «جبر و اختیار در مثنوی»، تهران: انتشارات اساطیر، ۱۳۷۷.
9. «آشنایی با علوم قرآنی»، تهران: نشر سازمان مطالعه و تدوین کتب علوم انسانی دانشگاه‌ها (سمت)، چاپ اول ۱۳۷۹، چاپ پنجم ۱۳۸۷
10. «گزیده متون تفسیری فارسی (با اصلاحات)»، دکتر محمدمهدی رکنی یزدی، دکتر عبدا… رادمرد، تهران: نشر سازمان مطالعه و تدوین کتب علوم انسانی دانشگاه‌ها (سمت)، چاپ اول ۱۳۸۴، چاپ سوم ۱۳۸۸. شابک: ۹۷۸-۹۶۴-۵۳۰-۰۳۴-۸
11. «نشانی از امام غایب علیه السلام؛ بازنگری و تحلیل توقیعات»، مشهد: انتشارات بنیاد پژوهشهای اسلامی، ۱۳۸۴. شابک: ۹۶۴-۴۴۴-۸۳۵-۹
12. «گزیده شوق دیدار؛ زیارت و درونمایه آن»، مشهد: انتشارات بنیاد پژوهشهای اسلامی، چاپ اول ۱۳۸۶، چاپ پنجم ۱۳۸۸. شابک: ۹۷۸-۹۶۴-۹۷۱-۱۳۵-۵
13. «اربعین رضوی؛ چهل حدیث از حضرت رضا (ع)»، مشهد: انتشارات بنیاد پژوهشهای اسلامی، ۱۳۸۷. شابک: ۹۶۴-۴۴۴-۹۸۹-۴
14. «یادمان روزها؛ مجموعه مقالات»، مشهد: انتشارات بنیاد پژوهش‌های اسلامی، چاپ اول۱۳۸۷، چاپ دوم۱۳۸۸. شابک: ۹۷۸-۹۶۴-۹۷۱-۲۷۵-۸
15. «چرا حضرت امام رضا (ع) به خراسان آمدند؟»، مشهد: انتشارات بنیاد پژوهشهای اسلامی آستان قدس رضوی، ۱۳۸۸. شابک: ۹۷۸-۹۶۴-۹۷۱-۲۷۰-۳

### مقالات
۱. «روش‌یابی در آموزش علوم دینی»، نشریه کمیته دبیران تعلیمات دینی مشهد، اداره کل آموزش و پرورش خراسان، مرداد ۱۳۴۹، ص۵۴–۷۰.
۲. «دیوان رسالت و آیین دبیری از خلال تاریخ بیهقی»، یادنامه ابوالفضل بیهقی، چاپ اول، مشهد، انتشارات دانشگاه فردوسی مشهد، ۱۳۵۰، ص، ۲۳۳–۲۷۲.
۳. «فواید لغوی تفسیر کشف الاسرار»، مجله دانشکده ادبیات و علوم انسانی دانشگاه مشهد، پاییز ۱۳۵۰، ص ۶۰۲–۶۲۳.
۴. «خصایص دستوری تفسیر کشف الاسرار»، مجله دانشکده ادبیات و علوم انسانی دانشگاه مشهد، بهار ۱۳۵۱، ص ۱۳۲–۱۵۴.
۵. «دریافت عرفانی میبدی از قرآن»، مجموعه سخنرانی‌های دومین کنگره تحقیقات ایرانی، جلد دوم، بهار ۱۳۵۲، ص ۲۶۴–۲۹۵.
۶. «فرهگ عامه در کتاب التفهیم»، مجله دانشکده ادبیات و علوم انسانی دانشگاه مشهد، بهار ۱۳۵۲، ص ۱۵۹–۱۷۸.
۷. «آثار الباقیه و روش علمی تحقیقات ابوریحان در قرآن»، مجله دانشکده ادبیات و علوم انسانی دانشگاه مشهد، پاییز ۱۳۵۲، ص۴۹۲–۴۷۱.
۸. «نظریات انتقادی بیرونی از خلال آثار الباقی»، فصلنامه دانشکده الهیات و معارف اسلامی دانشگاه مشهد، شماره ۸، پاییز ۱۳۵۲، ص۴۰۳–۴۱۷.
۹. «جلوه‌های تشیع در تفسیر کشف الاسرار»، یادنامه علامه امینی، شرکت سهامی انتشار، ۱۳۵۲، ص ۱۶۵–۲۳۰.
۱۰. «نسخه خطی مترادف الالفاظ و خصوصیات آن»، (مجموعه خطابه‌های سومین کنگره تحقیقات ایرانی)، بنیاد فرهنگ ایران، ۱۳۵۳، ص ۵۰۰–۵۱۸.
۱۱. «ارزش خرد از نظر فردوسی»، مجموعه سخنرانی‌های اولین و دومین هفته فردوسی، مجله دانشکده ادبیات و علوم انسانی دانشگاه مشهد، ۱۳۵۳، ص ۱۰۴–۱۲۵.
۱۲. «برخی از خصوصیات داستان‌های مثنوی»، مجله دانشکده ادبیات و علوم انسانی دانشگاه مشهد، زمستان ۱۳۵۳، ص۶۴۷–۶۶۶.
۱۳. «بررسی و نقد جبر و اختیار در آثار چند تن از شاعران»، فصلنامه دانشکده الهیات و معارف اسلامی دانشگاه مشهد، شماره ۱۵، تابستان ۱۳۵۴.
۱۴. «بررسی و نقد جبر و اختیار در آثار چند تن از شاعران (۲)»، فصلنامه دانشکده الهیات و معارف اسلامی دانشگاه مشهد، شماره ۱۶ و ۱۷، پاییز و زمستان ۱۳۵۴.
۱۵. «بررسی و نقد جبر و اختیار در آثار چند تن از شاعران (۳)»، فصلنامه دانشکده الهیات و معارف اسلامی دانشگاه مشهد، شماره ۱۸، بهار ۱۳۵۵.
۱۶. «دیداری با مولوی در کتاب فیه ما فیه»، مجله دانشکده ادبیات و علوم انسانی دانشگاه مشهد، زمستان ۱۳۵۶.
۱۷. «اقبال و عرفان»، مجله دانشکده ادبیات و علوم انسانی دانشگاه مشهد (یادنامه علامه اقبال لاهوری)، پاییز ۱۳۵۶.
۱۸. «نکاتی چند از دقت مترجمان قرآن مجید»، مجله دانشکده ادبیات و علوم انسانی دانشگاه فردوسی مشهد، سال چهاردهم، شماره دوم، تابستان ۱۳۵۷.
۱۹. «عشق از دیدگاه مولوی»، فرخنده پیام (مجموعه مقالات تحقیقی علمی) یادگارنامه استاد دکتر غلامحسین یوسفی، انتشارات دانشگاه مشهد، ۱۳۶۰.
۲۰. «موزه در بینش اسلامی»، فصلنامه مشکوة، شماره ۱، پاییز ۱۳۶۱.
۲۱. «ارزیابی گریه»، فصلنامه مشکوة، شماره ۲، بهار ۱۳۶۲.
۲۲. «سعدی آموزگار قناعت»، ذکر جمیل سعدی (مجموعه مقالات به مناسبت بزرگداشت هشتصدمین سالگرد تولد سعدی)، کمیسیون ملی یونسکو، اسفند ۱۳۶۴.
۲۳. «چراغی که در کانون درخشید» (شرح حال و آثار محمد تقی شریعتی مزینانی)، مجله دانشکده ادبیات و علوم انسانی دانشگاه مشهد، بهار و تابستان ۱۳۶۶.
۲۴. «یکتابینی و یکتاپرستی نظامی»، مجله دانشکده ادبیات و علوم انسانی دانشگاه فردوسی مشهد، سال بیست و سوم، شماره اول و دوم، بهار و تابستان ۱۳۶۹.
۲۵. «آزمون زندگی و بهره فرزانگان از آن»، مجله دانشکده ادبیات و علوم انسانی دانشگاه فردوسی مشهد، سال بیست و سوم، شماره سوم وچهارم، پاییز و زمستان ۱۳۶۹.
۲۶. «تاریخ و تاریخ‌پژوهی بین مسلمانان (یادنامه استاد دکتر عبدالهادی حائری)»، مجله دانشکده ادبیات و علوم انسانی دانشگاه فردوسی مشهد، سال بیست و پنجم، شماره اول و دوم، بهار و تابستان ۱۳۷۱.
۲۷. «جستاری در اسامی سوره‌های قرآن»، مجله دانشکده ادبیات و علوم انسانی دانشگاه فردوسی مشهد، سال سی و یکم، شماره سوم و چهارم، پاییز و زمستان ۱۳۷۷.
۲۸. «شبهه و ویژگیهای آن در کلام امیرمؤمنان علی علیه السلام»، فصلنامه مشکوة، شماره ۶۷، تابستان ۱۳۷۹.
۲۹. «حدیث حقیقت و معرفی نسخه‌ای خطی در شرح آن»، دو فصلنامه مطالعات اسلامی، شماره ۴۹ و ۵۰، پاییز و زمستان ۱۳۷۹.
۳۰. «ارزش دانش از دیدگاه حضرت علی (ع)»، مجله دانشکده ادبیات و علوم انسانی دانشگاه فردوسی مشهد، سال سی و سوم، شماره سوم و چهارم، پاییز و زمستان ۱۳۷۹.
۳۱. «حقوق متقابل مردم و حکومت اسلامی در نهج البلاغه»، فصلنامه مشکوة، شماره ۶۸ و ۶۹، پاییز و زمستان ۱۳۷۹.
۳۲. «آداب تعلیم در قرآن»، فصلنامه مشکوة، شماره ۷۱، تابستان ۱۳۸۰.
۳۳. «کانون فروزان مشهد الرضا علیه السلام»، فصلنامه مشکوة، شماره ۷۲ و ۷۳، پاییز و زمستان ۱۳۸۰.
۳۴. «پرتوی از فروغ دانش حضرت رضا علیه السلام»، فصلنامه مشکوة، شماره ۷۲ و ۷۳، پاییز و زمستان ۱۳۸۰.
۳۵. «عزت در قرآن مجید»، فصلنامه مشکوة، شماره ۷۴ و ۷۵، بهار و تابستان ۱۳۸۱.
۳۶. «تجلی عزت و شجاعت در گفتار امام حسین علیه السلام»، فصلنامه مشکوة، شماره ۷۶ و ۷۷، پاییز و زمستان ۱۳۸۱.
۳۷. «یادمان روزهای خدا»، فصلنامه مشکوة، شماره ۷۸، بهار ۱۳۸۲.
۳۸. «نوید آمدن مصلح آخرالزمان»، فصلنامه مشکوة، شماره ۷۹، تابستان ۱۳۸۲.
۳۹. «بازیگردانی واجها و فرایندهای آوایی: ویژگیهای گویشی در متون تفسیری»، محمد مراد ایرانی، محمد مهدی رکنی، فصلنامه تخصصی زبان و ادبیات، سال سی و ششم، شماره ۳ (پیاپی ۱۴۲)، پاییز ۱۳۸۲، صص ۱۷–۴۰.
۴۰. «زیارت آل یاسین و توضیح کلمات کلیدی آن»، فصلنامه مشکوة، شماره ۸۷، تابستان ۱۳۸۴.
۴۱. «سیمای معنوی شهید سید حسن مدرس (ره)»، فصلنامه مشکوة، شماره ۸۸، پاییز ۱۳۸۴.
۴۲. «سفر عالم آل محمد صلی الله علیه و اله به خراسان و دستاوردهای آن»، فصلنامه مشکوة، شماره ۸۹، زمستان ۱۳۸۴.
۴۳. «پیامبر رحمت، کانون وحدت»، فصلنامه مشکوة، شماره ۹۰، بهار ۱۳۸۵.
۴۴. «صبر، پایداری در برابر دشواری‌ها»، فصلنامه مشکوة، شماره ۹۱، تابستان ۱۳۸۵.
۴۵. «دین خالص و نمودهای اجتماعی آن»، فصلنامه مشکوة، شماره۹۵، تابستان ۱۳۸۶.
۴۶. «اتحاد در پرتو آموزه‌های قرآن و حدیث»، فصلنامه مشکوة، شماره ۹۶ و ۹۷، پاییز و زمستان ۱۳۸۶.
۴۷. «نو شدن جهان و نوآوری انسان»، فصلنامه مشکوة، شماره ۹۸، بهار ۱۳۸۷.
۴۸. «گواهی قرآن بر کلام‌الله بودن آن»، فصلنامه مشکوة، شماره ۹۹، تابستان ۱۳۸۷.
۴۹. «دولت دیدار یار»، فصلنامه مشکوة، شماره ۱۰۳، پاییز ۱۳۸۸.
۵۰. «مقایسه تمثیلی در قرآن»، فصلنامه مشکوة، شماره ۱۰۴، پاییز ۱۳۸۸.
۵۱. «کرامات (امکان وقوع، آسیب‌شناسی)»، فصلنامه مشکوة، شماره ۱۰۶، بهار ۱۳۸۹.
۵۲. «جستاری دربارهٔ جهاد در اسلام»، فصلنامه مشکوة، شماره ۱۰۸، پاییز ۱۳۸۹.